# Catarina Opalińska
Catarina Opalińska (em polaco: Katarzyna Opalińska; Poznań, 13 de outubro de 1680 – Lunéville, 19 de março de 1747) foi a esposa do rei Estanislau I Leszczyński e Rainha Consorte da Polônia e Grã-Duquesa Consorte da Lituânia em dois períodos diferentes, primeiro da eleição do marido em 1704 até sua abdicação em 1709 e depois a partir de 1733 até o marido abdicar novamente em 1736. Depois disso ela tornou-se a Duquesa Consorte da Lorena em 1737, reinando até sua morte.

## Biografia
Era filha de João Carlos Opaliński, castelão de Poznań, e de Sofia Czarnkowska, starosta de Międzyrzecz. Em maio de 1698, em Cracóvia, ela se casou com o Estanislau Leszczyński, starost de Odolanów (o futuro rei Estanislau I da Polônia). O dote da Catarina era a propriedade Człopianska, que ela recebeu de Władysław Czarnkowski. Em 1699 nasceu sua filha Ana e, quatro anos depois, Maria. Na sequência do destronamento de Augusto II, o Forte e com apoio militar do rei Carlos XII da Suécia, Catarina e marido foram colocados no trono polaco em 1704, sendo coroados rei e rainha em 4 de outubro de 1705 pelo arcebispo de Lviv, Konstanty Zieliński. Quando da derrota de Carlos XII pelos russos na Batalha de Poltava e, consequentemente, a perda do apoio real, Catarina, o marido e filhas foram forçados a deixar a Polônia em 1708.
Em 1709, seu marido foi deposto pelo exército sueco e perdeu vantagem militar na Polônia, e a família de Carlos XII lhes concedeu refúgio na cidade sueca de Kristianstad, na Escânia. Na Suécia, Estanislau e sua família foram recebidos pela rainha-mãe Edviges Leonor de Holsácia-Gottorp e tornaram-se muito populares entre a nobreza sueca. Em 1712, a família também visitou Medevi, o spa da rainha-mãe. Em 1714, Carlos XII lhes deu permissão para morar na província sueca de Zweibrücken, na Alemanha, a família partiu amparada por  uma generosa pensão, viveriam na Alemanha até a morte de Carlos XII em 1718. Em 1719, a família Leszczyński estabeleceu-se em Wissembourg, na França. Em 1725, sua filha Maria casou-se com o rei Luís XV de França. Os Leszczyński, então, se estabeleceram em Chambord.
Em 1733, Estanislau foi restaurado ao trono durante a Guerra da Sucessão Polaca, em grande parte graças ao apoio da França, mas apenas três anos depois ele foi forçado a abdicar novamente. Na sequência A Paz de Viena em 1738, seu marido teve que abrir mão dos direitos ao trono polaco mas foi recompensado com o Ducado da Lorena e Catarina, portanto, tornou-se duquesa consorte da Lorena.
Catarina morreu em 19 de março de 1747 e foi sepultada na Igreja de Notre-Dame-de-Bonsecours, em Nancy. Seu túmulo foi profanado e destruído na Revolução Francesa.

## Galeria

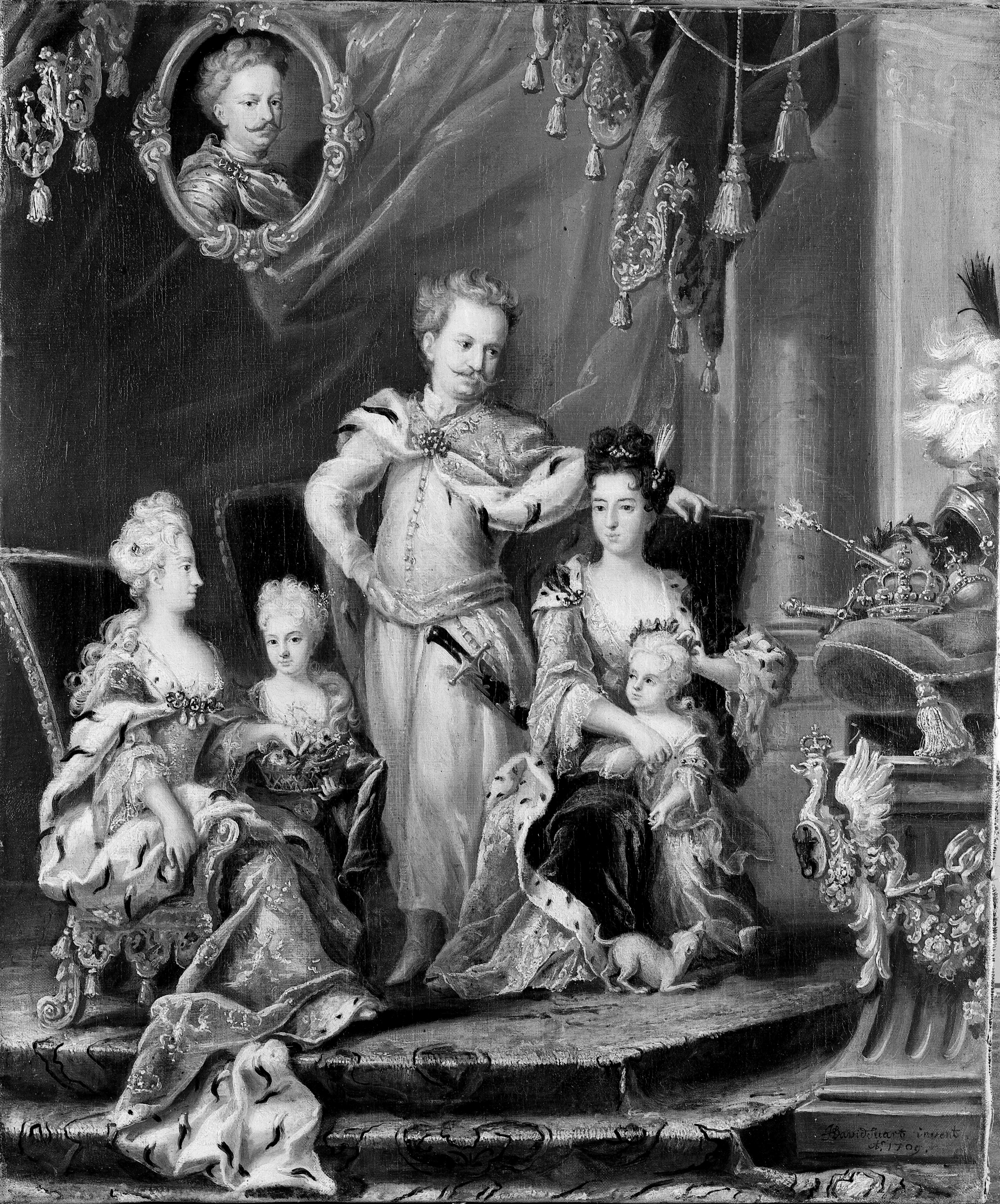
Gravura do rei Estanislau e sua família. Esquerda para direita: a mãe do rei, Ana Jabłonowska, sua primogênita, a princesa Ana, o rei, a rainha Catarina e sua filha mais nova, a princesa Maria, de Johan David Schwartz, 1709.
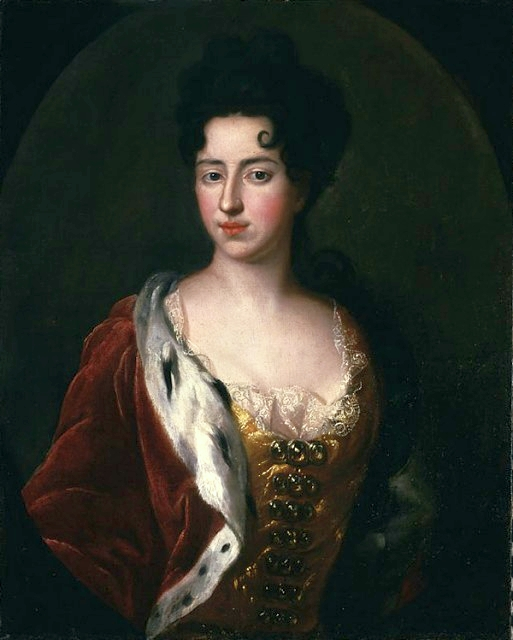
Catarina como Rainha da Polônia, por Ádám Mányoki.